# Barbara Nadel
Barbara Nadel är en brittisk författare född i London.
Barbara Nadel skriver kriminalromaner. Nadel har skrivit 26 böcker i serien The Inspector Ikmen Mystery, det svenska namnet på bokserien är (Ett fall för kommissarie Çetin Ikmen). Huvuddelen av dem utspelar sig i Istanbul, Turkiet och har en kedjerökande detektiv vid namn Çetin İkmen som huvudperson.

## Bok blev TV serie
Nadel's debutroman Belsassars dotter är inspirationen bakom Den turkiske detektiven, BBC Two's sensationella åttadelade Tv-kriminaldramaserie som sändes på SVT Play den 20 december 2023. 
TV serien  utspelar sig i vackra Istanbul och vi får följa Inspektör Çetin İkmen, detektiv Ayşe Farsakoğlu och nye kollegan Mehmet Süleyman när de löser olika brott på mordenhet och i deras privata liv. 
Nadel's bokserie om polisinspektör Çetin Ikmen hyllats mycket: "Ikmen är en av modern kriminallitteraturs sanna hjältar, komplex men ändå sympatisk, och staden han bebor - Istanbul - är lika fascinerande"

### Inspector Ikmen Mystery - Ett fall för kommissarie Çetin Ikmen
Böcker i rätt ordning
1. Belshazzar's Daughter - Belsassars dotter
2. A Chemical Prison (aka The Ottoman Cage) - Kristallburen
3. Arabesk - Arabesk
4. Deep waters - Djupa vatten
5. Harem - Harem
6. Petrified - Förstenad
7. Deadly Web -
8. Dance with Death -
9. A Passion for Killing -
10. Pretty Dead Things -
11. River of The Dead -
12. Death by Design -
13. A Noble Killing -
14. Dead of Night -
15. Deadline -
16. Body Count -
17. Land of the Blind -
18. On the Bone -
19. The House of Four -
20. Incorruptible -
21. Knife To The Heart -
22. Blood Business -
23. Forfeit -
24. Bride Price -
25. Double Illusion -
26. The Darkest Night -

### Francis Hancock Series
1. Last Rights - Dödlig rättvisa : hur djupt kan ett brott begravas?
2. After the Mourning - Sorgens arv
3. Ashes to Ashes -
4. Sure and Certain Death -

### Hakim and Arnold Series
1. A Private Business
2. An Act of Kindness
3. Poisoned Ground
4. Enough Rope
5. Bright shiny things
6. Displaced
7. A time to die
8. Web of Lies

## Priser och utmärkelser
- The Silver Dagger 2005 för Deadly web
- Flintyxan 2006 för Dödlig rättvisa